# Luis Monzón Artiles
Luis Monzón Artiles   (Las Palmas de Gran Canaria, 9 d'abril de 1966) és un pilot de ral·lis i gran turisme canari. Debuta l'any 1987 amb un Seat 127 en el Ral·li de Promoció Santa Brígida. El seu primer campionat va guanyar l'any 1990, quan amb un Ford Sierra Cosworth, es proclama guanyador del Campionat de Muntanya, títol que va revalidar el 1993 i 1994. L'any 1992, amb un Lancia Delta, es proclama subcampió d'Espanya de ral·lis d'asfalt.
L'any 2000 esdevé pilot oficial de l'equip Peugeot Sport Espanya pel Nacional d'Asfalt, guanyant el 2001 el Campionat d'Espanya de Ral·lis d'Asfalt amb un Peugeot 306 Maxi.
El 2003 debuta en el Campionat d'Espanya de Gran Turisme amb un Marcos LM 600 (750 hp), disputant les temporades 2004 i 2005 amb un Ferrari 360 Módena NGT.

## Palmarès
- 1990 Campió de Muntanya.
- 1992 Subcampió d'Espanya de Ral·lis d'asfalt.
- 1993 Campió de Muntanya.
- 1994 Campió Regional de Canàries de Ral·lis d'asfalt, dels Ral·lis Formula i del Campionat de Muntanya.
- 1998 Campió del Regional canari de Ral·lis d'asfalt.
- 1999 Subcampió d'Espanya de Ral·lis d'asfalt.
- 2001 Campió d'Espanya de Ral·lis d'asfalt.
- 2002 Campió del Regional canari de Ral·lis d'asfalt.